# Bhanotia pauciradiata
Bhanotia pauciradiata är en fiskart som beskrevs av Allen och Kuiter 1995. Bhanotia pauciradiata ingår i släktet Bhanotia och familjen kantnålsfiskar. Inga underarter finns listade.